# 萨格楚达克岛
萨格楚达克岛（英語：Sagchudak Island）是美國的島嶼，位於阿拉斯加州西南部，屬於阿留申群島中安德烈亞諾夫群島一部分，由阿拉斯加州負責管轄。萨格楚达克岛長1.4英里（2.3公里）、寬0.6英里（1公里），距阿特卡島南岸約0.93英里（1.50公里）。島嶼現名與原阿留申土著命名相近，而在1850年代早期時，萨格楚达克岛便被繪入航海圖上。